# 147595 Gojkomitić
(147595) Gojkomitić, denumire internațională (147595) Gojkomitic, este un asteroid din centura principală de asteroizi.

## Descriere
147595 Gojkomitić este un asteroid din centura principală de asteroizi. A fost descoperit pe 14 aprilie 2004 la Drebach de André Knöfel și G. Lehmann. Asteroidul prezintă o orbită caracterizată de o semiaxă mare de 2,54 ua, o excentricitate de 0,10 și o înclinație de 2,8° în raport cu ecliptica.